# Dalhousie Castle
Dalhousie Castle è un castello nel Midlothian, in Scozia. Si trova vicino alla città di Bonnyrigg, a 8 miglia (13 km) a sud di Edimburgo. Il castello era la sede dei conti di Dalhousie.

## Storia
Il patriarca del clan fu Simundus de Ramesie (Simon di Ramsey), un cavaliere inglese di origine normanne che proveniva dal villaggio di Ramsey e vassallo di David, conte di Huntingdon, che lo accompagnò in Scozia, nel 1140, quando questi ereditò la corona scozzese. Egli è considerato il fondatore del Clan Ramsay.
Il castello di pietra rossa si trova in una posizione strategica che domina il fiume Esk. La torre di tamburo, parte più antica della struttura, risale alla metà del XV secolo. La maggior parte del castello attuale risale al XVII secolo. Ci fu, in origine, un fossato asciutto che circondava il castello e che venne poi riempito, ma parzialmente riscavato nel tardo XX secolo.
Edoardo I soggiornò al castello, allo scopo di incontrare Sir William Wallace nella battaglia di Falkirk. Nel 1400, Sir Alexander Ramsay resistette qui a sei mesi di assedio contro le forze inglesi guidati dal re Enrico IV. Oliver Cromwell utilizzò il castello come base per la sua invasione della Scozia.
A cavallo del XX secolo, la sede del Clan Ramsay venne spostata a Brechin Castle, anche se la famiglia Ramsay ha continuato a mantenere la proprietà del castello fino al 1977.
Nel 1972 il castello è stato trasformato in un hotel. Nel 2003 Dalhousie Castle è stato acquistato dalla società Von Essen Hotel per un prezzo riportato di £ 10 milioni.
Nel marzo 2012 è stato annunciato che Robert Parker, proprietario di Doxford, Eshott e Guyzance Hall di Northumberland, acquistò il castello.

## Galleria d'immagini

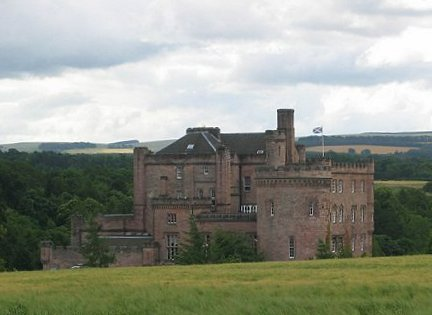
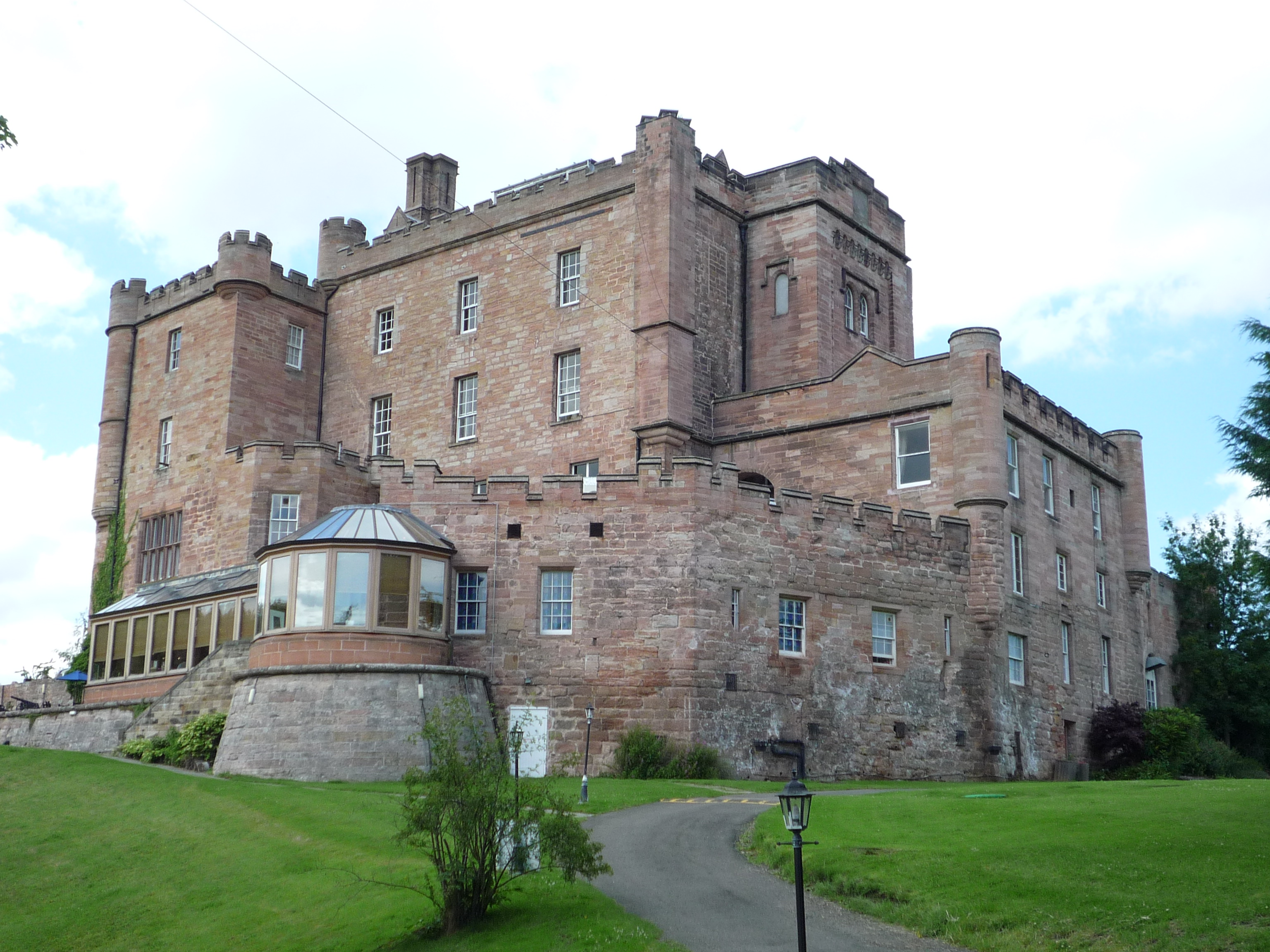
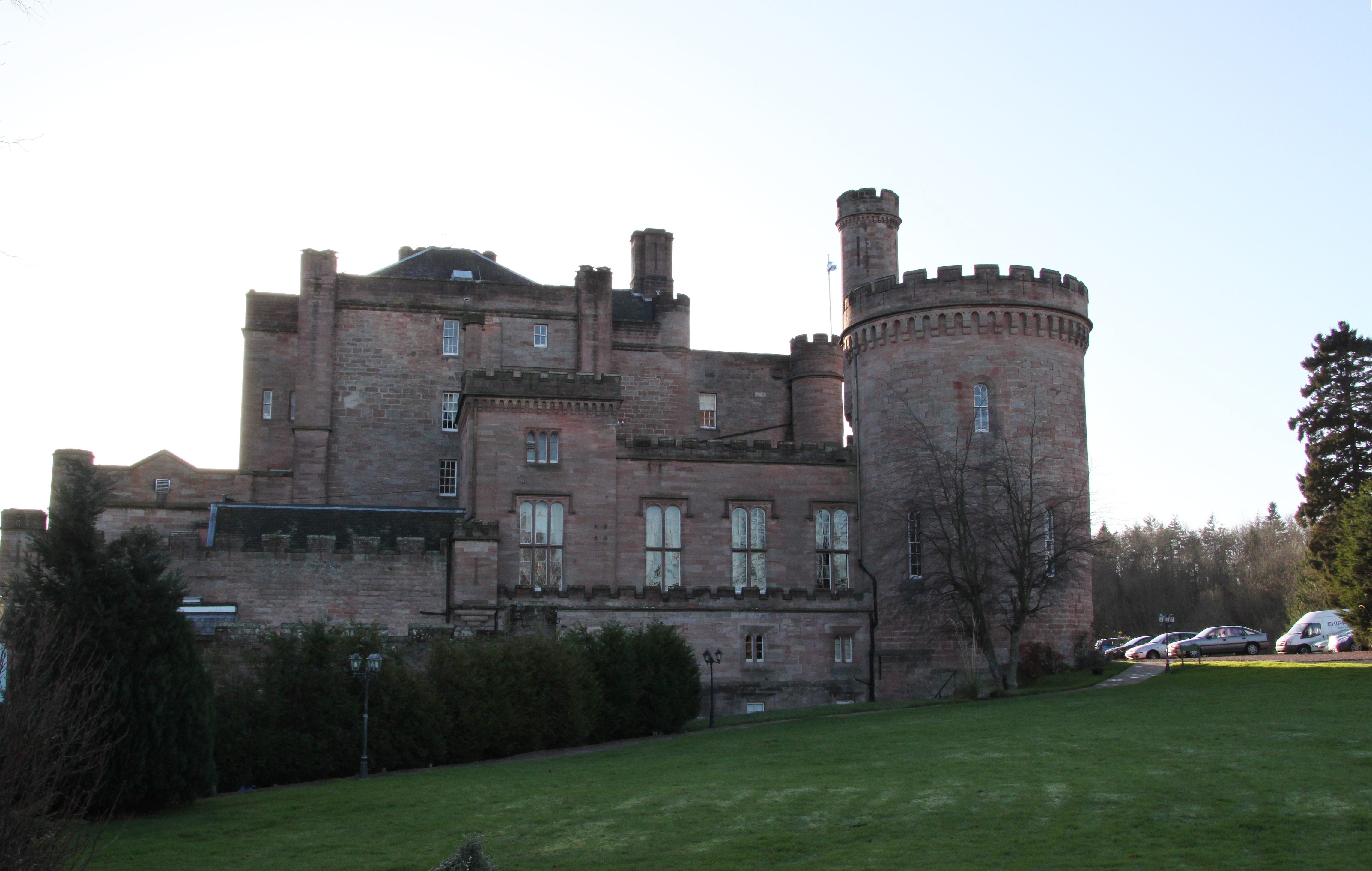
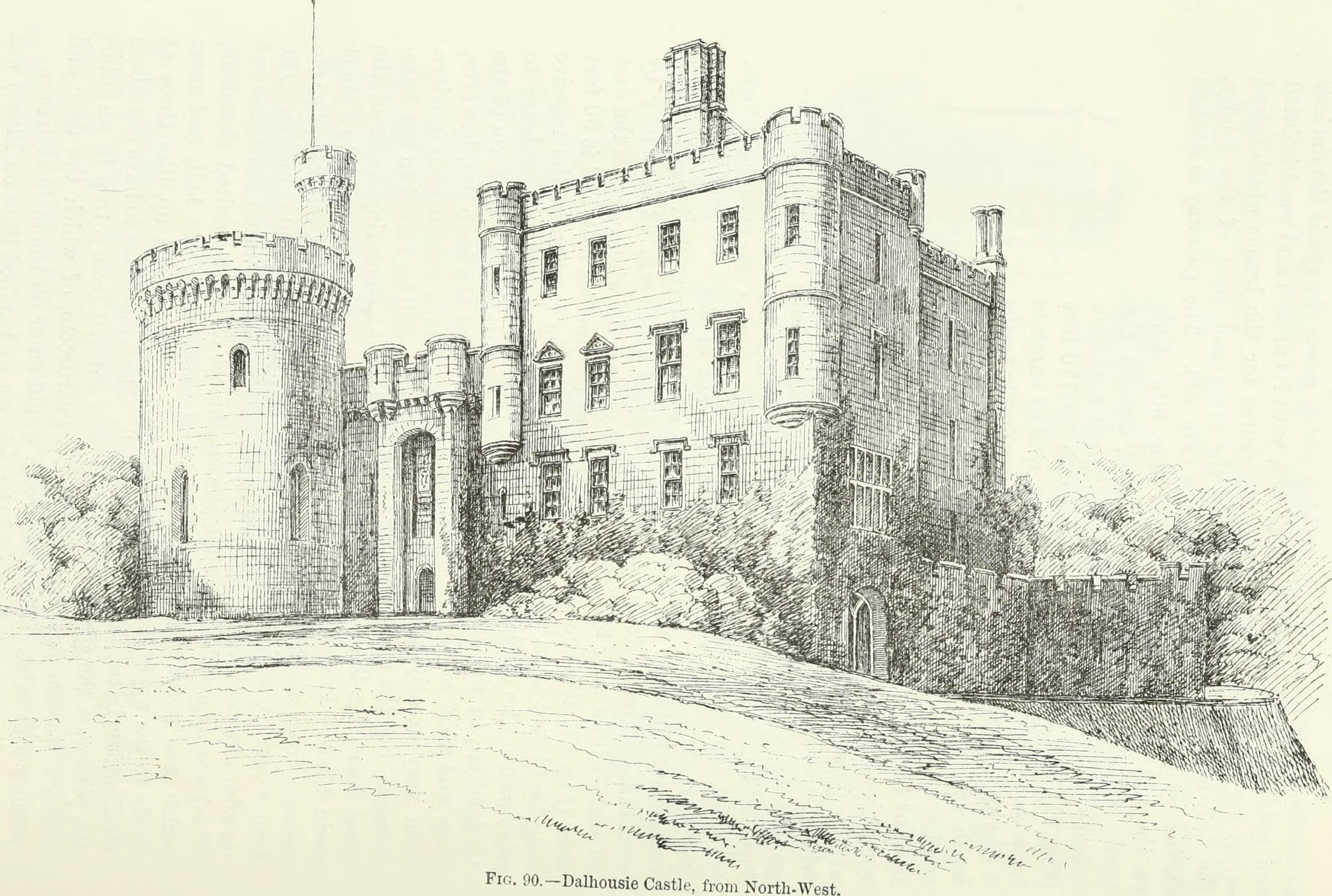
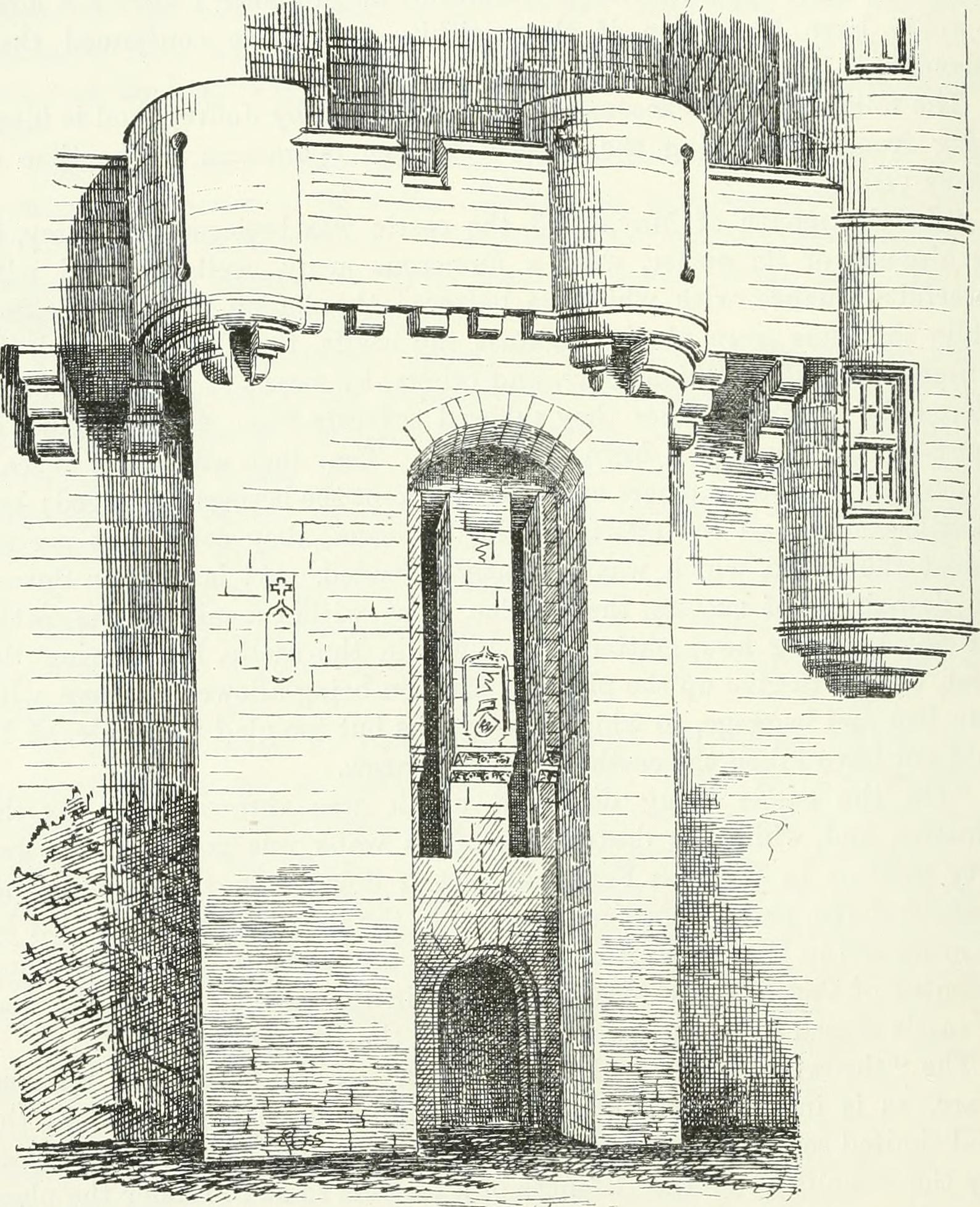